# روبرتا هاينز
روبرتا هاينز (بالإنجليزية: Roberta Haynes)‏ هي ممثلة أمريكية، ولدت في 19 أغسطس 1927 في ويتشيتا فولز في الولايات المتحدة، وتوفيت في 4 أبريل 2019 في دلراي بيتش في الولايات المتحدة.

## وصلات خارجية
- روبرتا هاينز على موقع IMDb (الإنجليزية)
- روبرتا هاينز على موقع روتن توميتوز (الإنجليزية)
- روبرتا هاينز على موقع قاعدة بيانات الفيلم (الإنجليزية)